# Żeliszewo
Żeliszewo [ʐɛliˈʂɛvɔ] (tiếng Đức: Zägensdorf)  là một ngôi làng thuộc khu hành chính của Gmina Recz, thuộc quận Choszczno, West Pomeranian Voivodeship, ở phía tây bắc Ba Lan. Nó nằm khoảng 7 kilômét (4 mi)   phía nam Recz, 11 km (7 mi) về phía đông Choszczno và 69 km (43 mi) về phía đông của thủ đô khu vực Szczecin.
Trước năm 1945, khu vực này là một phần của Đức. Đối với lịch sử của khu vực, xem Lịch sử của Pomerania.